# Sattar Hamedani
Sattar Hamedani (per. ستار همدانی, ur. 6 czerwca 1974 w Teheranie) – irański piłkarz grający na pozycji pomocnika.

## Kariera klubowa
Karierę piłkarską Hamedani rozpoczął w klubie Teraktor Sazi Tebriz z miasta Tebriz. W 1995 roku zadebiutował w pierwszym zespole, ale nie przebił się do składu i po roku odszedł do Keszawarz Teheran. Tam także nie grał w wyjściowej jedenastce, a w 1997 roku został zawodnikiem Pajam Meszhed. Dla tego klubu strzelił 6 goli i po sezonie ponownie zmienił barwy klubowe tym razem odchodząc do Bahman Karadż. Dla klubu z Karadżu zdobył 11 bramek, ale od lata 1999 grał już w nowym zespole, stołecznym Esteghlal Teheran. W 2001 roku zdobył z nim swoje pierwsze w karierze mistrzostwo Iranu.
Latem 2001 Hamedani wyjechał z Iranu do Zjednoczonych Emiratów Arabskich i przez niespełna trzy lata grał w klubie Al-Nasr Sports Club z Dubaju. W Al-Nasr spędził trzy sezony nie odnosząc większych sukcesów i w 2004 roku był zawodnikiem Saba Kom. W sezonie 2005/2006 grał w PAS Teheran i został z nim wicemistrzem kraju, a ostatnim klubem Sattara w karierze był Szirin Faraz Kermanszah. W 2007 roku zakończył w jego barwach sportową karierę.

## Kariera reprezentacyjna
W reprezentacji Iranu Hamedani zadebiutował w 1998 roku. W tym samym roku został powołany przez Dżalala Talebiego do kadry na Mistrzostwa Świata we Francji. Tam był rezerwowym i nie wystąpił w żadnym spotkaniu. W reprezentacji grał do 2001 roku, a łącznie zagrał w niej 38 razy i strzelił jednego gola.